# Karl Tuppa
Karl Tuppa (* 23. März 1899 in Wien; † 11. November 1981 ebenda) war ein österreichischer Anthropologe.

## Leben

### Studium und Beruf
Tuppa studierte in Wien Anthropologie bei Josef Weninger bis zur Promotion 1935. Tuppas Forschungsschwerpunkt war das Erscheinungsbild
der Weichteile der Augengegend.
Im Jahre 1940 folgte die Habilitation über die Turkvölker Mischeren und Tipteren mit dem Material aus dem Nachlass von Rudolf Pöch. Seit 1932 arbeitete er im Institut für Anthropologie in Wien, das er, nachdem dessen Direktor Eberhard Geyer 1943 im Krieg gefallen war, provisorisch leitete. Sein Spezialgebiet war die Rassenkunde der Ostmark.

### Wirken als nationalsozialistischer Anthropologe
Er war seit 1935 illegales Mitglied der NSDAP, am 27. Mai 1938 beantragte er die reguläre Aufnahme in die Partei und wurde rückwirkend zum 1. Mai desselben Jahres aufgenommen (Mitgliedsnummer 6.220.794).
Im Sommer 1938 „untersuchte“ Tuppa, damaliger Dozent am Anthropologischen Institut der Universität Wien, 3.200 Personen aus der Gemeinde von Sankt Jakob im Rosental – das waren rund 80 % -, in dem sie nach „rassenkundlichen“ Kriterien vermessen und fotografiert wurden. Lukas Knes stellt in seiner 2020 erschienenen Diplomarbeit zu diesen „rassenkundlichen“ Untersuchungen fest, dass Tuppa aus der den Nürnberger Gesetzen von 1935 folgenden Einteilung von Menschen als „deutschblütig“ oder „artfremd“  ein Geschäftsmodell machte, mit dem er mit seinen erstellten rassistischen Einschätzungen viel Geld verdiente. „Durch Todesangst getrieben versuchten viele Jüdinnen und Juden für ihre eigenen Kinder einen nichtjüdischen Vater zu präsentieren. Es war immerhin noch besser, als ‚Mischling ersten Grades‘ als als ‚Volljude‘ eingestuft zu werden. Und viele Väter und Mütter nahmen das für ihre Kinder auf sich. Dann trat Tuppa auf den Plan und war dafür zuständig, die eigentliche Vaterschaft des ‚arischen‘ Vaters anzuerkennen oder zu widerlegen. Sieht man sich die schriftlichen Einschätzungen zu seinen Expertisen an, so stößt man auf absolute Willkür. Seine Gutachten sind in ihrer Unlogik nicht zu übertreffen und schwammig.“ Von nationalsozialistischer Seite wurde Tuppa für zu große Laxheit bei der Feststellung von jüdischen Verwandtschaftsverhältnissen kritisiert. So beschwerte sich 1942 ein Oberreichsanwalt über Tuppas Gutachten, die in mehreren Fällen eine jüdische Abstammung fälschlicherweise ausschlossen, und forderte (erfolglos) eine neuerliche Untersuchung der betroffenen Personen.
Die mathematisch-naturwissenschaftliche Klasse der Akademie der Wissenschaften in Wien bewilligte Tuppa 1941 aus den Mitteln der Erbschaft Franz Czermak 600 RM für vorbereitende Arbeiten zu einer anthropologischen Aufnahme der Bevölkerung des Gaus Niederdonau. Tuppas von der Akademie geförderte „Rassenkunde“ von Niederdonau erschien 1942 in der Schriftenreihe Niederdonau, „Ahnengau des Führers“, herausgegeben vom Gaupresseamt Niederdonau der NSDAP, und war versehen mit einem Vorwort des Gauamtsleiters für Rassenpolitik in Niederdonau.
Zu Tuppas weiteren Arbeiten zählte auch die Untersuchung von Unterlagen zu armenischen Kriegsgefangenen des Ersten Weltkriegs.

### Tätigkeiten nach 1945
Aufgrund seiner Tätigkeiten während der Naziherrschaft als Leiter des Anthropologischen Instituts in Wien wurde Tuppa 1945 entlassen.
Danach arbeitete er als selbstständiger Erbgutachter vor allem in Vaterschaftsfeststellungen bis in die 1960er Jahre.
Tuppa wurde auf dem Friedhof Hernals in Wien bestattet.

## Schriften in Auswahl
- Intelligenz und Alkohol, in: Wiener klinische Wochenschrift, Hrsg. Anthropologisches Institut der Universität Wien, Wien 1938
- Zur Morphologie der Augengegend, in:  Mitteilungen d. Anthropol. Ges. in Wien. Bd. 68, Wien 1938
- Rassenkunde von Niederdonau. Reihe: Niederdonau, Ahnengau des Führers – Schriftenreihe für Heimat und Volk. Hg. Gaupresseamt Niederdonau der NSDAP, 22. Sankt Pöltener Zeitungs-Verlagsgesellschaft, St. Pölten 1941
- Mischeren und Tipteren: ein Beitrag zur Anthropologie der Türkvölker in Russland, Ahnenerbe-Stiftung Verlag 1941
- Frau und Rasse, in:  Wiener klinische Wochenschrift, Hrsg. Anthropologisches Institut der Universität Wien, Wien 1942